# الحكومة السورية (نوفمبر 1931)
تشكلت حكومة ليون سولومياك بموجب قرار المفوض السامي رقم 2 المنشور في النشرة الرسمية للأعمال الإدارية لدولة سورية الصادر في 19 تشرين الثاني 1931 المتضمن تنظيم مصالح الحكومة السورية تنظيماً جديداً إلى أن ينفذ دستور دولة سورية· استمرت هذه الحكومة حتى 11 حزيران 1932.
هي الحكومة الوحيدة التي لم يرأسها سوري، إذ رأسها نائب المندوب الفرنسي السامي في دمشق المسيو سولومياك (بالفرنسية Soloumiac)؛ ووصفت مهامها في مرسوم تشكيلها، بأنها حكومة مؤقتة للإشراف على الانتخابات النيابية بعد نشر العمل بدستور 1930. بعد إجراء انتخابات نيابية على درجتين وإعلان نتائجها في 9 أبريل 1932 ثم دعوة المجلس النيابي للاجتماع، استقالت الحكومة وفق أحكام الدستور.

## تعديلات
- بتاريخ 21 تشرين الثاني 1931 صدر قرار المفوض السامي رقم 4 القاضي بتفويض معالي بديع بك المؤيد وزير الزراعة والأشغال العامة بالتوقيع عن وزير الداخلية·
- بتاريخ 21 تشرين الثاني 1931 صدر قرار المفوض السامي رقم 5 القاضي بتعيين السيد توفيق الحياني متصرف حوران بتأمين إدارة أمانة السر العامة في الحكومة السورية.

## التشكيل الوزاري
تألفت حكومة ليون سولومياك من الوزراء:
| المنصب            | الصورة | شاغل المنصب              | الحزب          | الحزب | في المنصب من         | في المنصب حتى  | ملاحظات      |
| ----------------- | ------ | ------------------------ | -------------- | ----- | -------------------- | -------------- | ------------ |
| رئيس الوزراء      |        | ليون سولومياك بالوكالة   |                |       | 19 تشرين الثاني 1931 | 11 حزيران 1932 |              |
| وزير الداخلية     |        | بديع مؤيد العظم بالوكالة |                |       | 21 تشرين الثاني 1931 | 11 حزيران 1932 | [ ملاحظة 1 ] |
| وزير الزراعة      |        | بديع مؤيد العظم          |                |       | 27 تشرين الأول 1930  | 11 حزيران 1932 |              |
| وزير المالية      |        | توفيق شامية              | الكتلة الوطنية |       | 14 آب 1930           | 11 حزيران 1932 |              |
| وزير العدلية      |        | شاكر الحنبلي             |                |       | 14 آب 1930           | 11 حزيران 1932 |              |
| وزير المعارف      |        | محمد كرد علي             |                |       | 15 شباط 1928         | 11 حزيران 1932 |              |
| أمانة السر العامة |        | توفيق الحياني            |                |       | 21 تشرين الثاني 1931 | 11 حزيران 1932 | [ ملاحظة 2 ] |

| سبقه حكومة تاج الدين الحسني الأولى | الحكومات في سوريا حكومة ليون سولومياك | تبعه حكومة حقي العظم الثانية |

## الملاحظات
1. ↑  فراغ الحقل لا يعني بالضرورة أن شاغل المنصب مستقل سياسياً أو غير حزبي، ولكن بسبب عدم توفر المعلومات أو المصادر.

1. ↑  لا يشير كتاب سجل الحكومات والوزارات السورية لمازن يوسف صباغ إلى أن بديع المؤيد  تسلم وزارة الداخلية بالوكالة بتاريخ 21 تشرين الثاني.
2. ↑  لا يشير كتاب سجل الحكومات والوزارات السورية لمازن يوسف صباغ إلى أن توفيق الحياني تسلم أمانة السر بتاريخ 21 تشرين الثاني.

## روابط خارجية
- الحكومات السورية على موقع رئاسة مجلس الوزراء
- الحكومات السورية على موقع مجلس الشعب السوري
- وزارات الدولة على بوابة الحكومة الإلكترونية السورية
- الوزارات والهيئات الحكومية على موقع مجلس الشعب السوري